# Gary Croteau
Gary Paul Croteau (* 20. Juni 1946 in Sudbury, Ontario) ist ein ehemaliger kanadischer Eishockeyspieler, der im Verlauf seiner aktiven Karriere zwischen 1964 und 1980 unter anderem 695 Spiele für die Los Angeles Kings, Detroit Red Wings, California Golden Seals, Kansas City Scouts und Colorado Rockies in der National Hockey League auf der Position des Flügelstürmers bestritten hat.

## Karriere
Croteau schlug den für einen kanadischen Juniorenspieler unüblichen Weg über das US-amerikanische Collegesystem ein und spielte ab 1964 für die folgenden vier Spielzeiten an der St. Lawrence University. Dort war er neben seinem Studium für die Eishockeymannschaft in der ECAC Hockey, einer Division im Spielbetrieb der National Collegiate Athletic Association aktiv. Im Laufe der vier Jahre absolvierte der Flügelspieler 84 Einsätze, in denen ihm 140 Scorerpunkte gelangen. Zudem wurde er 1968 ins First All-Star Team der ECAC gewählt, nachdem er 40 Punkte in lediglich 19 Partien gesammelt und damit sein bestes Jahr im Collegespielbetrieb absolviert hatte.
Obwohl das Niveau im damaligen US-Collegesport nicht als sonderlich hoch angesehen wurde, nahmen die Toronto Maple Leafs aus der National Hockey League Croteau unter Vertrag, transferierten ihn jedoch noch vor seinem ersten Einsatz im Franchise im September 1968 mit Brian Murphy und Wayne Thomas zu den Los Angeles Kings. Im Gegenzug wechselten Grant Moore und Lou Deveault nach Toronto. Bei den Los Angeles Kings kam Croteau zu Beginn seiner Profilaufbahn nur sehr sporadisch in der NHL zum Einsatz. Hauptsächlich kam der Stürmer bis zum Februar 1970 für die Springfield Kings in der American Hockey League zu Einsätzen. Für Los Angeles absolvierte er in diesem Zeitraum lediglich 25 Spiele, darunter elf in den Stanley-Cup-Playoffs 1968. Dabei erzielte er allerdings auch elf Punkte. Im Februar 1970 folgte ein erneuter Transfer, der ihn gemeinsam mit Dale Rolfe und Larry Johnston zu den Detroit Red Wings brachte, während Garry Monahan, Matt Ravlich und Brian Gibbons nach Kalifornien wechselten. Croteaus Zeit in Detroit währte allerdings nur zehn Partien bis zum Juni 1970.
Aufgrund der Auswahl im Intra-League Draft kehrte der Kanadier wieder nach Kalifornien zurück, spielte dort aber fortan für die California Golden Seals. Dort gelang dem Angreifer mit Beginn der Saison 1971/72 der Durchbruch in der NHL und er war für die folgenden vier Spielzeiten fester Bestandteil des Teams. Croteau bestritt 270 Spiele für die Golden Seals, ehe er im NHL Expansion Draft 1974 von den Kansas City Scouts ausgewählt wurde. Für das Expansion-Franchise absolvierte er in den zwei Jahren seines Bestehens 156 Einsätze, womit er Rekordhalter in dieser Kategorie ist. Durch den Umzug des Teams im Sommer 1976 spielte Croteau ab der Saison 1976/77 für die Colorado Rockies. Dort fungierte der erfahrene Offensivspieler in der Saison 1978/79 als dritter Mannschaftskapitän der Franchise-Geschichte. Zudem absolvierte er zwei Spielzeiten zuvor sein bestes NHL-Jahr mit 51 Punkten. Seine NHL-Karriere kam schließlich nach dem Spieljahr 1979/80 zu einem Ende, nachdem er im Saisonverlauf verletzungsbedingt nur 15 Partien bestreiten konnte. Er wechselte daraufhin zu den Fort Worth Texans in die Central Hockey League, bei denen er nach sporadischen Einsätzen im Verlauf der Saison 1980/81 im Sommer 1981 seine Karriere im Alter von 35 Jahren für beendet erklärte.

## Erfolge und Auszeichnungen
- 1968 ECAC First All-Star Team

## Karrierestatistik
(Legende zur Spielerstatistik: Sp oder GP = absolvierte Spiele; T oder G = erzielte Tore; V oder A = erzielte Assists; Pkt oder Pts = erzielte Scorerpunkte; SM oder PIM = erhaltene Strafminuten; +/− = Plus/Minus-Bilanz; PP = erzielte Überzahltore; SH = erzielte Unterzahltore; GW = erzielte Siegtore; 1 Play-downs/Relegation; Kursiv: Statistik nicht vollständig)